# Dibri-Assirikro
Dibri-Assirikro  è una città e sottoprefettura della Costa d'Avorio appartenente al dipartimento di Sakassou. Conta una popolazione di 16 153 abitanti (censimento 2014).